# Jan Smet
Jan Smet (Turnhout, 11 juni 1945 – aldaar, 3 januari 2024) was een Belgisch schrijver en archivaris. Hij is vooral bekend geworden als stripkenner en -criticus.

## Carrière
Hij werkte op het Stadsarchief van Turnhout. Vanaf 1974 was hij hoofdredacteur van het tijdschrift Stripgids. Vanaf 1977 organiseerde hij ook de Stripgidsprijs, die uitgroeide tot de Bronzen Adhemar, de belangrijkste onderscheiding in de wereld van het Vlaamse beeldverhaal. Hij publiceerde een zeer groot aantal artikelen in allerlei striptijdschriften, leverde bijdragen over Vlaamse striptekenaars aan de eerste grote publicatie over de geschiedenis van de Vlaamse en Nederlandse strip, "Wordt Vervolgd. Stripleksikon der Lage Landen", en publiceerde het boek “Kijken naar Strips”. Hij werd erelid van de Vlaamse Onafhankelijke Stripgilde van Stripauteurs. In 1985 publiceerde Smet samen met Fernand Auwera een dikke geïllustreerde monografie over Marc Sleen en zijn werk.
Na een lange stilte dook zijn naam vanaf 2006 opnieuw op in het opnieuw opgestarte tijdschrift Stripgids, waarin hij een vaste rubriek kreeg. In 2014 publiceerde hij samen met Toon Horsten een bundeling van alle grote interviews met Vlaamse stripmakers die tussen 1974 en 2001 in Stripgids verschenen, "Vlaamse reuzen". Begin 2021 verscheen dan het referentiewerk "Duizend Bommen en Castraten. Censuur in de strip", dat als zijn levenswerk wordt beschouwd.
Na een aanslepende ziekte overleed hij op 3 januari 2024, 78 jaar oud.

## In populaire cultuur
- In strook 32 van het Neroalbum, Papa Papoea (1980), is er een bordje met de tekst “Jan Smet straat” te zien.
- In het album De Nerobloemen (1977) zijn in Nero’s boekenkast boeken door Jan Smet en een andere Vlaamse stripspecialist Danny De Laet te zien.
- De stripreeks De Kiekeboes in het album Album 26 bezoeken Merho en Kiekeboe het Hergé-instituut, een “opleidingscentrum voor stripfiguren”. In strook 61 valt op een van de deuren het opschrift: "Leraar Jan Smet" te lezen.

- Gemeinsame Normdatei: 1060080168
- International Standard Name Identifier: 0000 0000 6687 3665
- Library of Congress Control Number: n82089883
- Nederlandse Thesaurus van Auteursnamen: 071034056
- Virtual International Authority File: 43186165
- WorldCat: E39PBJvRRrtHGC6VKKJpykjcT3